# Die mehreren Wehmüller und ungarischen Nationalgesichter

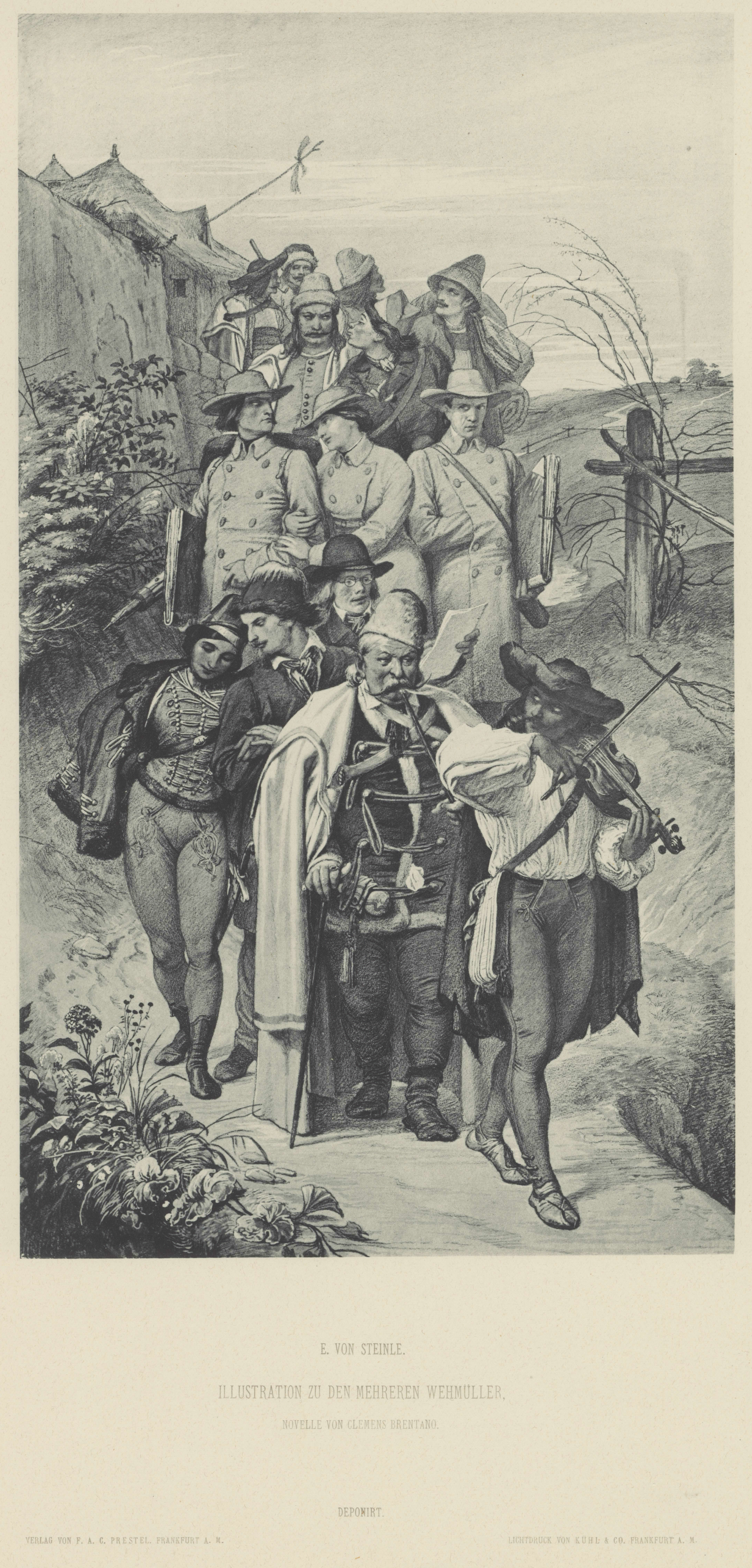
Edward von Steinle: Illustration zu den mehreren Wehmüller

Die mehreren Wehmüller und ungarischen Nationalgesichter ist eine Erzählung von Clemens Brentano, die vom 24. September bis 13. Oktober 1817 in der Zeitung „Der Gesellschafter oder Blätter für Geist und Herz“ erschien. Angaben zur Entstehung des Textes und zu den Erscheinungsdaten finden sich im Band 19 der Frankfurter Brentano-Ausgabe [FBA].

## Inhalt
Der Porträtmaler Wehmüller ist von Wien aus geschäftlich nach Stuhlweißenburg unterwegs. Im Gepäck hat der Reisende 39 vorgefertigte, in Öl gemalte Nationalgesichter. Der Kunde muss nur das ihm ähnlichste Exemplar auswählen und darf Wünsche äußern. Herr Wehmüller komplettiert das Kunstwerk dann mit wenigen Pinselstrichen. Ergänzungen an der Uniform des Porträtierten sind allerdings nur gegen Aufpreis möglich. Aus der Presse erfährt der Künstler von einem Maler Froschhauer aus Klagenfurt, der ihn plagiiert und zudem noch – als Wehmüller täuschend echt kostümiert – gerade dieselbe Kunstreise nach Stuhlweißenburg unternimmt. Allerdings verlangt Froschhauer keinen Aufpreis für Zusätze an Uniformen, sondern lässt sich modifizierte Gesichter extra bezahlen. Der echte Wehmüller ist in Eile. In Stuhlweißenburg wartet seine liebe Gattin, das Tonerl. Herr Wehmüller fürchtet, sein Plagiator könnte ihm bei ihr zuvorkommen. Gleich hinter der ungarischen Grenze wird Wehmüller zu allem Überfluss durch die Pest aufgehalten. Er sitzt unter einer bunt zusammengewürfelten Gesellschaft in einem Gasthof fest. Man lässt sich von Michaly etwas auf der Violine vorspielen. Michaly wartet in dem ungarischen Gasthof auf seine Schwester. Man erzählt sich schließlich Schauergeschichten. Brentano gibt drei davon zum Besten.
Das Pickenick des Katers Mores
Einem kroatischen Edelmann, der seinen Hof an der türkischen Grenze hat, war zu Weihnachten sein Kater Mores entlaufen. Als der Kroate vor Mitternacht mit geschulterter Doppelbüchse zur Christmette marschierte, traf er Mores auf einer frei stehenden Eiche inmitten einer Katzengesellschaft an. Weil die Haustiere ein jämmerliches Konzert aufführten, verabreichte er ihnen eine Ladung Schrot. Das Geheul verstummte, doch keine einzige Katze lag tot im Schnee. Am Morgen fand der Edelmann seinen Kater zu Hause mit versengtem Pelz vor. Als der Kroate dann seine slavonische Magd Mladka rief und diese fernblieb, ergaben Nachforschungen, „verschiedene Weibspersonen aus der Gegend“ waren nach dem nächtlichen Büchsenschuss schwer verletzt worden oder gar zu Tode gekommen. Monsieur Devillier, vormals Leutnant in Dünkirchen, glaubt dem Kroaten seine Geschichte vom Hexenmeister Mores, der über eine Menge Hexen in Katzengestalt gebot, nicht. Er weiß eine bessere Katzengeschichte. Der Edelmann ist beleidigt.
Devilliers Erzählung von den Hexen auf dem Austerfelsen
Draußen in der See, nicht weit vom Strand entfernt, lag ein Austerfelsen, auf dem eine Katzengesellschaft Austern stahl. Die Katzen ließen sich bei Ebbe ausnahmslos totschießen. Jede hatte sich nämlich eine Pfote in einer sich schließenden Muschel eingeklemmt.
Baciochi's Erzählung vom wilden Jäger
Der venezianische Feuerwerker Baciochi fand nach einer misslungenen pyrotechnischen Veranstaltung auf der Flucht übers Gebirge abgehetzt Nachtquartier in einer elenden Herberge, in der Mitidika, ein braunes Mädchen, auf ihren Schatz, den wilden Jäger, wartete. Als Baciochi die mitternächtliche Gewitterszene beschreibt, in der dieser Schmuggler erschienen war, gibt sich Devillier als der wilde Jäger zu erkennen. Immer noch ist er auf der Suche nach seiner geliebten Mitidika.
Ein Irrtum vom Amt hält die ganze Gesellschaft in dem ungarischen Gasthof fest. Das Dorf, in dem Herr Wehmüller „festsitzt“, war und ist pestfrei. Inzwischen ist einiges passiert. Damen aus der oben genannten Gesellschaft in dem Gasthause hatten aufgeschrien: „Wieder ein Wehmüller!“ Inzwischen sind es drei im Gasthof: erstens der als Wehmüller verkleidete Froschhauer, zweitens die als Herr Wehmüller verkleidete Gattin Tonerl und drittens der echte Wehmüller. Das Tonerl hatte in Stuhlweißenburg die Mitidika kennengelernt und war gemeinsam mit ihr dem geliebten Gatten wegen seines Ausbleibens entgegengereist. Mitidika wollte ihren Bruder, den Violinspieler Michaly, aufsuchen. Zum guten Schluss sieht es so aus, als ob Herr Wehmüller seinem Plagiator aus Klagenfurt verzeihen möchte.

## Form
Die Erzählung ist kunstvoll entwickelt. Während die erste Binnenerzählung isoliert steht, geht die zweite in die dritte und die dritte nahtlos und furios in das Rahmenende über.
Das durchweg jähe Auftauchen der falschen Wehmüller ist humoristisch gelungen. Der Höhepunkt des Humors aber wird mit Erscheinen des wilden Jägers in der Waldhütte hoch oben im Gebirge erreicht.

## Rezeption
- Immermann schreibt an Tieck, er finde das Burleske hübsch und das Ernsthafte abscheulich.[6]
- Marianne von Willemer inszeniert anlässlich eines Besuchs Brentanos bei Eduard Jakob von Steinle am 4. November 1841 eine Ballettszene nach Motiven der Erzählung.[7]
- Humor
  - Wolfgang Menzel vergleicht 1834 den verwechselten Wehmüller mit Quintus Fixlein und Schmelzle.[8]
  - Am 1. Juli 1844 wird in den Blättern für literarische Unterhaltung die „Tiefe des dichterischen Sinnes“ betrachtet. Der Zufall bringe immer wieder Witz und Scherz hervor.[9]
  - Pfeiffer-Belli[10] nennt die Geschichte ein lustiges Satyrspiel.
- Schultz[11] weist auf die Behandlung des Themas Kunst in der Erzählung hin.
- Nach Berger[12] ironisiere Brentano die Romantik.
- Riley[13] nennt weiter führende Arbeiten: A. Heltmann (1926), G. Kunszery (1965), W. Frühwald (Zürich 1968) und D. B. Dickens (1983).

## Ausgaben
- Clemens Brentano: Die mehreren Wehmüller und ungarischen Nationalgesichter. Insel-Bücherei 1262. Mit 13 Zeichnungen von Karl G. Hirsch und Erläuterungen von Hans Magnus Enzensberger. 96 Seiten. 9. März 2005, ISBN 978-3-458-19262-6
- Clemens Brentano: Die mehreren Wehmüller und ungarischen Nationalgesichter. S. 179–246 in Karl Heinz Berger (Hrsg.), Hans-Dietrich Dahnke (Hrsg.), Gerhard Schneider (Hrsg.): Klassische deutsche Erzähler. Bd. 1. Verlag Neues Leben. Berlin 1954 (2. Aufl.). 479 Seiten

### Zitierte Textausgabe
- Die mehreren Wehmüller und ungarischen Nationalgesichter. Erzählung. S. 251–311 in Gerhard Kluge (Hrsg.): Erzählungen in Jürgen Behrens (Hrsg.), Konrad Feilchenfeldt (Hrsg.), Wolfgang Frühwald (Hrsg.), Christoph Perels (Hrsg.), Hartwig Schultz (Hrsg.): Clemens Brentano. Sämtliche Werke und Briefe. Band 19. Prosa IV. 868 Seiten. Leinen. Mit 16 ganzseitigen Schwarz-weiß-Abbildungen. W. Kohlhammer, Stuttgart 1987, ISBN 3-17-009440-8